# Klara Köttner-Benigni

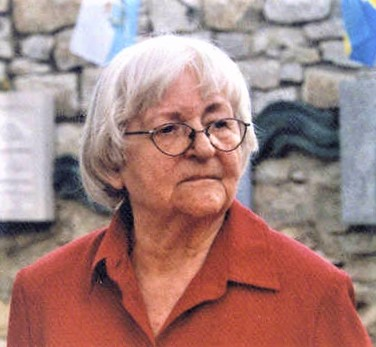
Klara Köttner-Benigni

Klara Köttner-Benigni (* 21. März 1928 in Wien; † 26. Juli 2015 in Eisenstadt) war eine österreichische Schriftstellerin, Publizistin und Naturschützerin.

## Leben
Klara Köttner wurde als Tochter des Amtsdirektors Ambros Köttner und seiner Frau Stefanie, geb. Drahokupil, geboren und entstammte einer alteingesessenen Wiener Familie. Ihr älterer Bruder Ambros wurde 1920 geboren. Eine ihrer Großmütter war eine deutschsprachige Böhmerwälderin, alle anderen der Familie Wiener. Ihr Vater, der seine Laufbahn im Post- und Telegrafendienst noch als k.k. Beamter begonnen hatte, dachte großösterreichisch. So zeigte er sich auch dem Burgenland gegenüber von Anfang an aufgeschlossen. Nach 1930 fuhr er mit seiner Familie, einschließlich der dreijährigen Klara, in die Sommerfrische Lockenhaus.
Auf den Besuch der Volksschule bei den Dominikanerinnen in Hütteldorf-Hacking folgte die Frauenoberschule auf dem Wiedner Gürtel und, gegen Ende des Zweiten Weltkriegs, der naturwissenschaftliche Zweig der Oberschule für Jungen in Laa an der Thaya.
Bereits in der Kindheit entwickelte Klara Köttner ein botanisches Interesse, als Jugendliche war sie kurze Zeit Mitarbeiterin an der Biologischen Station Wilhelminenberg. In dieser Zeit unternahm sie mit Otto Koenig und seinem Team ihre erste Fahrt zum Neusiedler See. Nach kriegs- und krankheitsbedingter Unterbrechung legte sie 1949 die Realgymnasium-Matura beim Stadtschulrat für Wien ab.

### Studium
Klara Köttner studierte zunächst Psychologie an der Universität Wien. Der Ordinarius Hubert Rohracher war ein Naturwissenschaftler und konnte sie nicht fesseln. So studierte sie „kreuz und quer“ und machte bei der Rezitatorin Charlotte Zu der Luth eine Sprecherausbildung. Sie belegte auch Vorlesungen und Übungen anderer Fakultäten, u. a. bei Viktor E. Frankl und setzte sich mit Philosophie und Theologie auseinander.
Sie unternahm häufige Fahrten in das nördliche Burgenland, aus Neigung zum Neusiedler See und zu den Menschen, die dort lebten und arbeiteten. Um diese Menschen beruflich unterstützen zu können, wechselte sie das Hauptfach und studierte Soziologie bei August Maria Knoll. In diesem Fall war der Ordinarius August Maria Knoll kein Empiriker, sondern eher ein Philosoph. Als sie ihre Dissertation vorbereitete, starb Knoll.
Als Nachfolger entsprach Leopold Rosenmayr ihren Interessen, er war in den USA ein Vertreter empirischer Sozialforschung geworden. Ohne weiteres Studium versuchte sie eine neue Dissertation, begriff die zusätzlichen Wünsche des jungen Doktorvaters, hielt deren Erfüllung aber für sinnlos. Denn die geforderten Voraussetzungen für die ihr angebotene und von ihr erwünschte Tätigkeit als Berufsberaterin im Burgenland waren längst erfüllt, sodass sie 1954 mit dem Absolutorium abschloss.
Ab 1958 verlegte sie ihren ständigen Wohnsitz ins Burgenland, arbeitete als Berufsberaterin der Arbeitsmarktverwaltung in Neusiedl am See bis 1971, zuletzt als pragmatisierte Bundesbeamtin.

### Widerstand gegen die Brücke über den Neusiedler See
Von Jugend an war sie im Tierschutz, später auch im Naturschutz aktiv. So wandte sich das Ehepaar Köttner-Benigni ab 1970 mit aller Kraft gegen das bereits im Bundesstraßengesetz verankerte Projekt einer Brücke über den Neusiedler See, was für sie zu einer dienstlichen Rüge und anderen verbalen Angriffen führte. Aus diesem Grund quittierte sie den Bundesdienst.
Der Bau dieser Brücke hätte die Schaffung des Nationalparks Neusiedler See-Seewinkel, die dann auch gelungen ist, von vorneherein unmöglich gemacht. Dies war die erfolgreiche, (überhaupt) erste Bürgerinitiative im Bereich des Umweltschutzes in Österreich.
Nach Jahrzehnten des Totschweigens dieses Themas schrieb Köttner-Benigni 2007 eine Abhandlung über diesen – vor allem ihren – Kampf um den Neusiedler See.

### Kulturaustausch zwischen österreichischen und slowakischen Schriftstellern und anderen Künstlern
Ab 1978 erfolgte mit Wissen des Bundesministeriums für Auswärtige Angelegenheiten ihr planmäßiger Aufbau kultureller Beziehungen, besonders zwischen dem Burgenland und der Slowakei, ab 1983 in Zusammenarbeit mit Walter Benigni (literarische Lesungen, Publikationen auch mit eigenen Nachdichtungen, Aufsätze, Ausstellungen, Konzerte, Theateraufführungen, Vorträge, Mitwirkung bei Symposien usw.)

### Familie
1962 heiratete sie den Beamten und Kunst-Fotografen Walter Benigni.

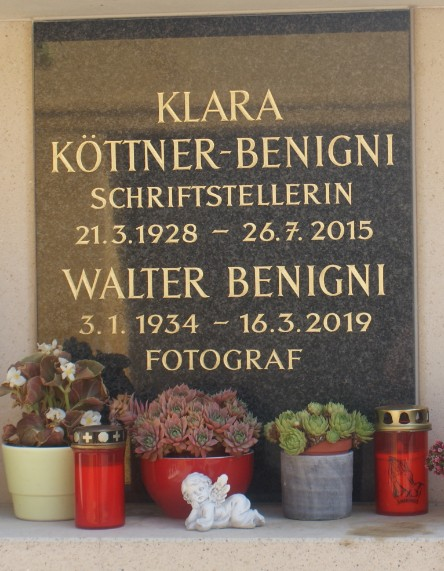
Grabstätte von Klara Köttner-Benigni

Ihre Urne wurde wie die ihres Mannes am Stadtfriedhof (Urnenhain Nr. 12) in Eisenstadt beigesetzt.

## Mitgliedschaften und Funktionen
- 1981–1988: Vorstandsmitglied der Österreich-Tschechoslowakischen Gesellschaft, bis 1991 im Vorstand, danach Mitglied des Österreichischen Schriftstellerverbandes
- Mitglied des Österreichischen P.E.N. Clubs
- Interessengemeinschaft österreichischer Autoren.
- Seit 1990: Ehrenmitglied des  „Spolok Slovenských Spisovatelov“ (Verein slowakischer Schriftsteller in Bratislava, damals einziger Vertreter Österreichs).
- Ehrenmitglied im  „Muzeum královského hvozdu“ Nýrsko, Tschechien[6]
- Mitarbeit Amnesty International (Urgent Actions)
- Mitglied der Österreichischen Buddhistischen Religionsgemeinschaft.

## Preise und Auszeichnungen
- 1979: Theodor-Körner-Förderungspreis für Literatur
- 1979: Preis der Theodor-Kery-Stiftung für Publizistik
- 1983: Jaroslav-Hašek-Medaille (ČSSR-Botschaft sowie Tschechisches Kulturministerium)
- 1984: Würdigungspreis (Kulturpreis Literatur) des Landeskulturpreises Burgenland
- 1989: Ehrenmedaille der Tschechoslowakischen Gesellschaft für Internationale Beziehungen
- 1989: Ehrenmedaille des Slowakischen Literarischen Fonds
- 1991: Silbernes Ehrenzeichen für Verdienste um die Republik Österreich
- 1992: Ehrenzeichen des Landes Burgenland
- 1995: Ehrenurkunde des Burgenländischen Volksbildungswerkes
- 1996: Björnstjerne-Björnson-Ehrenmedaille der Slowakischen Republik (bisher einziger Träger dieser Auszeichnung in Österreich, die einmal im Jahr ein um die Slowakei verdienter Ausländer erhält)

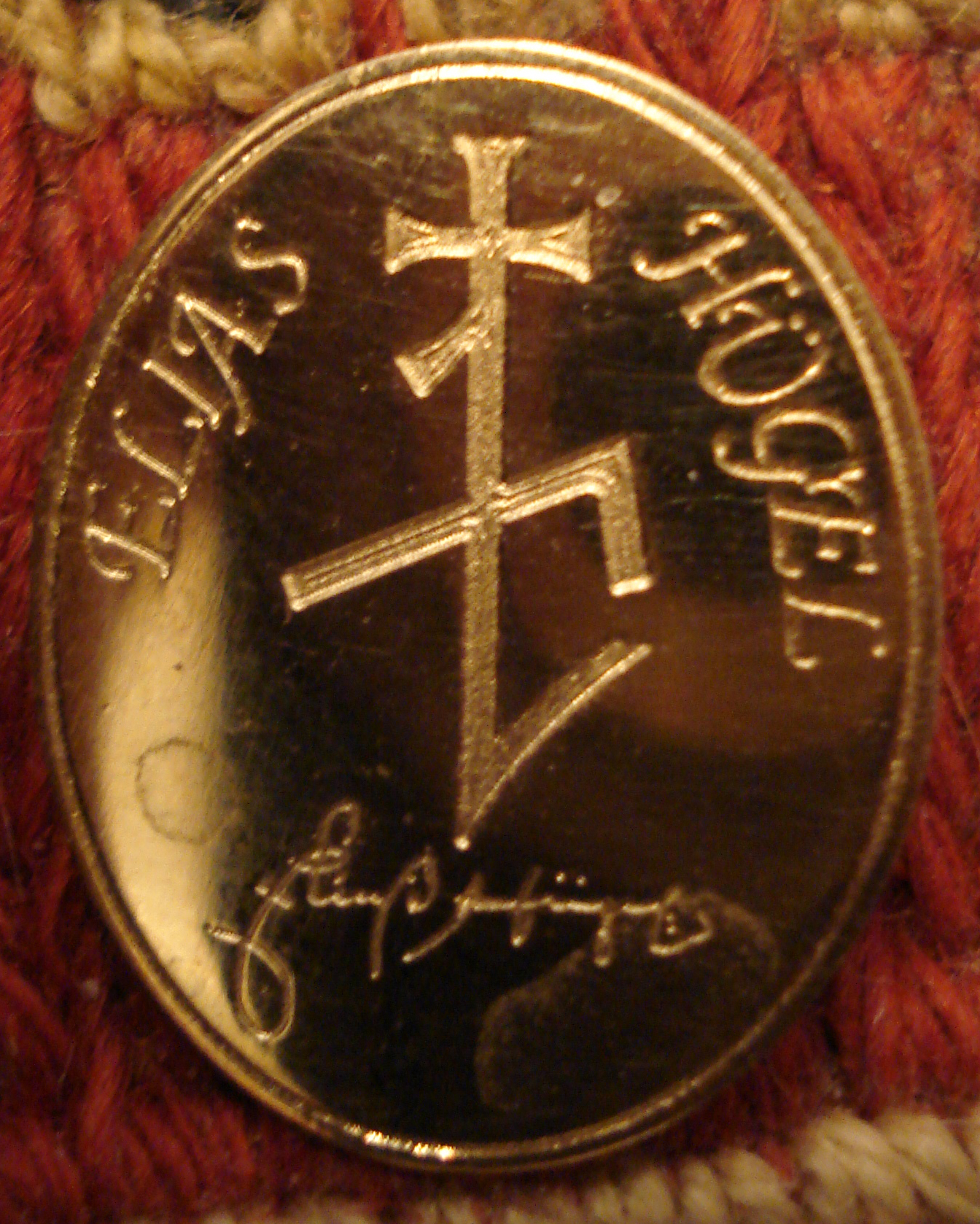
Elias Hügel-Ehrenzeichen

- 1998: Kyrill-und-Method-Medaille des Slowakischen Literatur Centrums
- 2003: Österreichisches Ehrenkreuz für Wissenschaft und Kunst[7]
- 2004: Elias-Hügel-Anstecknadel des Europa-Symposiums Kaisersteinbruch[8]
- 2007: Verdienstzeichen in Silber der Landeshauptstadt Freistadt Eisenstadt

## Werke

### Zeitschriften- und Rundfunkbeiträge
Die Landschaft um den Neusiedler See, Gemeinden des Gebietes, auch schon das an der Dreiländerecke Österreich – Tschechoslowakei – Ungarn liegende Dorf Deutsch Jahrndorf, aber auch Ungarn selbst waren Themen weiterer Aufsätze. Veröffentlicht wurden die Beiträge ab 1956 in Volk und Heimat (jetzt Kultur und Bildung) des Burgenländischen Volksbildungswerkes. 1968 konnte man ebendort erstmals sozialkritische, unkonventionelle Gedichte von „K.K.-B.“ lesen. Später kam das Magazin für internationale Zusammenarbeit Pannonia (von György Sebestyén gegründet und herausgegeben) dazu.
Hauptberuflich gestaltete sie als freie Mitarbeiterin Rundfunkbeiträge beim ORF, so entstanden hunderte Abhandlungen zur Tschechoslowakei, zur Slowakischen und auch der Tschechischen Republik, vor allem zu Kultur und Kulturaustausch, zu Literatur und literarischen Veranstaltungen. Damit deckte Klara Köttner-Benigni weit über das Burgenland hinaus den dringendsten Bedarf an Information ab, was in diesen Nachbarländern sehr gewürdigt wurde.
In den Burgenländischen Heimatblättern (der Zeitschrift des Landesarchivs) verfasste sie 1980 eine umfangreiche Abhandlung über die burgenländische Schriftstellerin und Künstlerin Mida Huber, 1981 in der Wortmühle (herausgegeben von Günter Unger) ebenfalls eine umfassende Abhandlung Zur Entwicklung der burgenländischen Literatur, 1982 in Österreich in Geschichte und Literatur (Wien) desgleichen über Einige Beispiele der Mundart- und Volksgruppenliteratur des Burgenlandes Vergleichender Literaturwissenschaft und in podium (einer der führenden Literaturzeitschriften Österreichs) einen Aufsatz Zur slowakischen Lyrik der Gegenwart, 1984 in Revue svetovej literatúry (Revue der Weltliteratur, Bratislava) einen größeren Beitrag über die Literatur des Burgenlandes, 1986 und 1987 mit Konrad Biricz in Volk und Heimat in vier Teilen Die Abenteuer des braven Soldaten Schwejk in Österreich. Weiters 1989 in Pannonia Ein angekratztes Nationalheiligtum? Neues über Božena Němcová (nämlich zu der Herkunft, den frühen Jahren der tschechischen Nationalschriftstellerin in Wien). 1990 erfolgte ihre Mitarbeit am Sammelband Österreichische Lyrik – und kein Wort Deutsch von Gerald Nitsche, Innsbruck mit ihrem Essay Tschechen in Österreich und ausgewählte Beispiele.

### Vorträge
- Slowakische Akademie der Wissenschaften, Literaturwissenschaftliches Institut, Direktor Karol Rosenbaum, Bratislava: Vergleichende Darstellung der Literatur des Burgenlandes einschließlich der Mundart- und Volksgruppenliteratur, 1990. (Typoskript in dortiger Österreich-Bibliothek)
- Pädagogische Fakultät Nitra: Österreichische, insbesondere burgenländische Literatur in Beispielen, 1990. (Bücher in dortiger Bibliothek)
- Komenský-Universität Bratislava, Germanistisches Institut, Lesung bei Elemír Terray, die deutsch-slowakische Dichterin Elsa Grailich einbeziehend, 1992.
- Festrede („Russische Seele“) beim 10. Europa-Symposium Kaisersteinbruch mit dem Moskauer Steinbildhauer Andrej Tyrtyshnikov. Ein Gedenken und um Verzeihung Bitten auf dem Lagerfriedhof („Russenfriedhof“) des Kriegsgefangenenlagers Stalag XVII A in Kaisersteinbruch. Danach ein Fest der Lebensfreude, 2007.

„Ich muss schreiben, ob ich gelesen werde oder nicht, ob ich verstanden, begriffen werde oder nicht, gedruckt oder nicht gedruckt, ob es mir nützt oder schadet, .. es ist meine einzige Verständigungsmöglichkeit mit dem ‚Nichts‘ oder mit dem, was ‚Gott‘ genannt wird.“

### Bücher
Buchpublikationen eigener Literatur (meist mit Fotografien des Ehemannes Walter Benigni)
- Nichts, in das ich Zeichen setze. Lyrik. Bergland-Verlag, 1976.
- Abläufe. (zu Udo Weingart), Roetzer, Eisenstadt 1983, ISBN 3-85374-107-X.[9][10][11][12][13][14][15][16]
- In der Zone des roten Winds. Lyrik. Roetzer, 1989, ISBN 3-85374-055-3.[17][18][19][20][21]
- Obrat/Wendepunkt/Turning point. (Lyrik mit Ján Štrasser), slowakisch. Modrý Peter Verlag, Levoča 1993, ISBN 80-85515-14-8.
- Terminal. (poetry, translated by Peter Waugh, graphics by Walter Benigni), Labyrinth, Wien/London, 1997 ISBN 3-9500556-0-6.[22]
- Lapidea ’97/Begegnungen. Fotos: Rüdiger Lam, u. a., Verlag Majanum, Mayen 1997, ISBN 3-9802390-5-5.
- Aus tiefen Quellen. Zu Natur und Landschaft des Burgenlandes. Verlag Volksbildungswerk für das Burgenland, Eisenstadt 1998, ISBN 3-900665-01-X.[23]
- Zeit der untergehenden Sonne/Čas zapadajúceho slnka. Mit Etela Farkašová. Edition Doppelpunkt, 2000, ISBN 3-85273-083-X.
- Widmungen/Venovania/Věnování. Edition Doppelpunkt, 2004, ISBN 3-85273-149-6.[24]

Herausgegeben hat sie fünf Anthologien, wie
- Dichtung aus dem Burgenland., Herausgeberin mit Franz Forster und Helmut Stefan Milletich. Verlag Kremayr & Scheriau, Wien 1970; (erste Anthologie außerhalb des Burgenlandes von Autoren und Autorinnen aus dem Land. (Vorher Frauenanthologie von Franz Probst in Eisenstadt.))
- Aus der Slowakei, Lyrik und Grafik. deutsch/slowakisch. Rötzer 1990, ISBN 3-85374-190-8.[25]

Klara Köttner-Benigni gab weitere Anthologien sowie Einzelbände von Autoren auch in Mundart heraus, wurde selbst in in- und ausländische Sammelbände aufgenommen, sie hat auch an Hörbüchern mitgearbeitet und es wurden von ihr außer im Österreichischen Rundfunk von ausländischen Sendern Hörspiele produziert.
- Eine Bildungseinrichtung im Spiegel einer Biografie. Anlässlich ihres 80. Geburtstages schrieb Klara Köttner-Benigni für Kultur und Bildung (1-2008) einen Artikel, der ihre Arbeit dokumentiert. In: Kultur und Bildung. 03/2015, S. 8–11.